# Sobre París i França
Sobre París i França és un llibre de Josep Pla que descriu París durant la seva estada com a corresponsal de La Publicitat. Es va publicar el 1967 com el volum 4 de l'Obra Completa.
Està format per dos llibres inèdits escrits després de la dècada de 1920: Notes sobre París (1920 – 1921) i Petits assaigs sobre França.